# Cristian Benavente
Cristian Benavente Bristol (Alcalá de Henares, 1994. május 19. –) spanyol-perui nemzetiségű perui válogatott labdarúgó, az Alianza Lima játékosa.

## Pályafutása

### Fiatalkora
A Santa Eugeniat elhagyva 2002-ben csatlakozott a Real Madrid akadémiájához. A korosztályos csapatokat végig járva 2012 nyarán csatlakozott a Real Madrid Castillához. A 2012-13-as szezonban a Real Madrid ifjúsági csapatában 18 góllal gólkirály lett.

### Castilla
2013. augusztus 24-én az AD Alcorcón csapata ellen debütált a Real Madrid Castilla együttesében.

## Válogatott
Először Juan José Oré hívta a Perui U17-es válogatottba. A Perui U20-as válogatottban Uruguayi U20 és a Venezuelai U20 ellen szerzett gólt.
2013. április 17-én a Mexikói labdarúgó-válogatott elleni keretbe nevezték, ahol a második félidőben lépett pályára. A Panamai labdarúgó-válogatott ellen megszerezte első gólját a felnőttek között csereként.

### Válogatott góljai
| #  | Időpont         | Helyszín                              | Ellenfél           | Gólok | Eredmény | Kiírás              |
| -- | --------------- | ------------------------------------- | ------------------ | ----- | -------- | ------------------- |
| 1. | 2013. június 1. | Estadio Rommel Fernández, Panamaváros | Panama             | 2–1   | 2–1      | Barátságos mérkőzés |
| 2. | 2016. május 23. | Estadio Nacional de Lima, Lima, Peru  | Trinidad és Tobago | 4–0   | 4–0      | Barátságos mérkőzés |

## Család
Édesanyja, Perui U17 és U20-as válogatott röplabdázó volt.